# Dig Dug II
Dig Dug II ist ein Arcade-Spiel, das 1985 von Namco hergestellt wurde. Die Fortsetzung war nicht so erfolgreich wie der Vorgänger Dig Dug.

## Beschreibung
Man spielt als eine alienähnliche Figur, die eine Pumpe und einen Bohrer besitzt. Der Spieler bewegt sich horizontal auf einer Insel, und versucht, sog. „Pookas“ (runde orange Monster, welche wie ein Ball aussehen) und feuerspuckenden Drachen (Fygars) auszuweichen. Um die Feinde zu töten, kann man entweder Teile der Insel versenken auf dem die Feinde stehen, indem man auf den sog. „Verwerfungen“ (engl.: fault lines) mit dem Bohrer bohrt oder indem man die Feinde wie in Dig Dug aufpumpt. Es gibt viele verschiedene Levels und Inseln und der Spielbereich wird schräg von vorne oder von oben angesehen.
Man verliert ein Leben, wenn:
- man von Pookas berührt wird
- man von Fygars Feuer verbrannt wird
- man von der Insel fällt (über den Inselrand hinausläuft)

Um ein Monster aufzupumpen, muss man – wie auch bei Dig Dug – 4 Mal den Feuerknopf drücken. Aufgeblasene Monster werden – wenn man sie nicht lange genug aufgeblasen hat – wieder zu normalen Monstern und können den Spieler wieder angreifen. Wenn ein Monster jedoch mit einem Inselteil ins Wasser fällt, so ist dieses endgültig tot und kann nicht mehr angreifen. Dasselbe gilt natürlich auch für den Spieler.

## Die Grafiken
Diese Fortsetzung von Dig Dug besteht aus 16-farbigen Sprites und ein paar Melodien aus dem ursprünglichen Spiel. Für manche ein süchtig machender und großer Spielspass.

## Rarität
Von den 5359 produzierten Videospielen, die durch das internationale Arcade-Museum (engl.: International Arcade Museum) aufgespürt wurden, war dieses Spiel auf Platz 83 von 100 (bester Platz: 1). Die Rangliste basierte auf den Kaufzahlen der jeweiligen Spiele.

## Technisches
Dig Dug II verwendet zwei Motorola 6809 Mikroprozessoren und ein Namco 8-channel PSG für die Sounds.

## Portierungen
- Nintendo Entertainment System/NES (1989)
- Sharp X68000
- PlayStation Portable auf Namco Museum Battle Collection (2005)
- PC als Dig Dug Deeper (2002, Nachfolger)
- Nintendo DS als Dig Dug - Digging Strike (2005, Nachfolger)